# Thunder in the Dark
Thunder in the Dark est un mini-cd de cinq titres du groupe Seyminhol. Il est souvent considéré comme le premier album du groupe si l'on ne tient pas compte de la démo Poussière de Lune.

## Création de l'album
L'album Thunder in the Dark est sorti au début de 1996. Il a été enregistré par Gilles Kaufmann au studio Kirk Production.Le style musical du groupe Seyminhol à cette époque est fortement influencé par leurs idoles des années 1980 début 1990 et sonne très heavy métal. L'album contient 5 titres dont 1 en français et il est très bien accueilli par la presse spécialisée tel les magazines Hard Force et Hard 'n' Heavy. Le groupe Seyminhol en écoulera 500 exemplaires, ce qui est un nombre assez important pour un premier mini CD autoproduit d'un groupe émergeant et encore peu connu en dehors de la Moselle.

## Titres
- Acid Story
- Fight to Survive
- Dirty Love
- Thunder in the Dark
- Sophie

## Composition du groupe
- Chant : Kevin Kazek
- Basse : Christophe Billon-Laroute
- Guitares : Marco Smacchi et Eric Perron
- Batterie : Dominique Callastretti